# Альберт Коста
Альберт Коста і Казальс (кат. Albert Costa i Casals) — колишній іспанський тенісист, олімпійський медаліст, чемпіон Ролан-Гарросу, володар Кубка Девіса в складі збірної Іспанії. 
Бронзову олімпійську медаль Коста виборов на Сіднейській олімпіаді 2000 року в парних змаганнях, граючи разом із Алексом Корретхою.
Найбільшим досягненням Кости була перемога у Відкритому чемпіонаті Франції 2002, де в фіналі він переграв Хуана Карлоса Ферреро. 
Іспанська команда, до складу якої входив Коста, виграла Кубок Девіса 2000 року. В цьому змаганні Коста грав як в одиночному, так і в парному розрядах. Після завершення кар'єри в 2006 році Коста з 2008 був капітаном іспанської збірної, і під його керівництвом вона двічі вигравала Кубок у 2009 та 2011 роках.

## Загальна статистика

### Історія виступів на турнірах Великого шлему
| W | Ф | ПФ | ЧФ | #Р | КТ | К# | DNQ | A | NH |

| Турнір                                 | 1993 | 1994 | 1995 | 1996 | 1997 | 1998 | 1999 | 2000 | 2001 | 2002 | 2003 | 2004 | 2005 | 2006 | ТУ     | В-П   |
| -------------------------------------- | ---- | ---- | ---- | ---- | ---- | ---- | ---- | ---- | ---- | ---- | ---- | ---- | ---- | ---- | ------ | ----- |
| Відкритий чемпіонат Австралії з тенісу |      |      |      | 2р   | ЧФ   | 2р   | 1р   | 1р   |      | 4р   | 3р   | 3р   | 1р   |      | 0 / 9  | 13–9  |
| Відкритий чемпіонат Франції з тенісу   |      | 1р   | ЧФ   | 2р   | 3р   | 4р   | 3р   | ЧФ   | 1р   | П    | ПФ   | 3р   | 1р   |      | 1 / 12 | 30–11 |
| Вімблдонський турнір                   |      | 1р   |      | 2р   |      | 2р   | 1р   |      |      |      |      | 1р   |      |      | 0 / 5  | 2–5   |
| Відкритий чемпіонат США з тенісу       |      | 1р   |      | 1р   | 1р   | 1р   | 1р   | 2р   | 4р   | 2р   | 2р   | 1р   | 1р   |      | 0 / 11 | 6–11  |
| В-П                                    | 0–0  | 0–3  | 4–1  | 3–4  | 6–3  | 5–4  | 2–4  | 5–3  | 3–2  | 11–2 | 8–3  | 4–4  | 0–3  | 0–0  | 1 / 37 | 51–36 |

## Значні фінали

### Олімпіади

#### Парний розряд: 1 бронзова медаль
| Результат | Рік  | Турнір      | Поверхня | Партнер        | Супротивники                    | Рахунок       |
| --------- | ---- | ----------- | -------- | -------------- | ------------------------------- | ------------- |
| Бронза    | 2000 | Сідней 2000 | Хард     | Алекс Корретха | Девід Адамс Джон-Лаффні де Ягер | 2-6, 6-4, 6-3 |

## Фінали турнірів Великого шолома

### Одиночний розряд: 1 (1 титул)
| Результат | Рік  | Турнір                      | Поверхня | Супротивник         | Рахунок            |
| Перемога  | 2002 | Відкритий чемпіонат Франції | Ґрунт    | Хуан Карлос Ферреро | 6–1, 6–0, 4–6, 6–3 |